# La incondicional
"La Incondicional" é uma canção escrita e produzida por Juan Carlos Calderón, e interpretada pelo cantor mexicano Luis Miguel. Foi lançada como o segundo single do álbum Busca una Mujer. Foi incluída posteriormente na coletânea Grandes Éxitos.

## Videoclipe
O clipe foi dirigido por Pedro Torres e é considerado um dos primeiros de grande produção no México. Acabou causando um grande choque para a maioria dos fãs do cantor, pois, como a história do clipe falava sobre um rapaz que entra para o Exército e se separa do grande amor de sua vida, é mostrado o cantor raspando o seu cabelo. O clipe foi um grande sucesso e transmitido inúmeras vezes pela televisão na época, e com isso, Luis Miguel acabou aderindo definitivamente ao cabelo curto.

## Outras versões
"La Incondicional" ganhou várias versões de outros artistas como All Stars Big Band, Miguel Angel, Austin, Banda Viejo Oeste, Richard Clayderman, Ernesto D'Alessio, Estilo de Durango, Fabian, Florida, Mikel Herzog, Juan Gotti, a Latin Stars Orchestra, a Latin Tribute Players, Edith Márquez, Los Nietos, Nu Flavor, La Posta, Emílio Santiago e Tropical Florida. O cantor Sérgio Vargas gravou a canção na versão salsa, que foi incluído em seu quarto álbum. Sua versão alcançou a vigésima oitava posição na Billboard Hot Latin Tracks em 1990. A cantora espanhola Elsa Ríos gravou uma versão e incluiu em seu álbum La Incondicional de 2007. O álbum era um tributo a Juan Carlos Calderón. Alcançou a posição #61 na Espanha. Luis Miguel posteriormente gravou a canção em português que foi intitulada como "A Incondicional".

## Prêmios e indicações
A canção ganhou o Premio Lo Nuestro em 1990 na categoria "Música Pop do Ano" e em 2008, durante o programa The 100 Greatest Songs of the '80s in Spanish transmitido pelo canal VH1, "La Incondicional" foi colocada em primeiro lugar.

## Formato e duração
- 7" single, CD single

1. "La Incondicional" – 4:27
2. "Separados" – 3:38

- Airplay

1. "La Incondicional" – 4:27

## Charts
| Chart (1990)    | Posição |
| --------------- | ------- |
| Hot Latin Songs | 1       |